# آمفورا

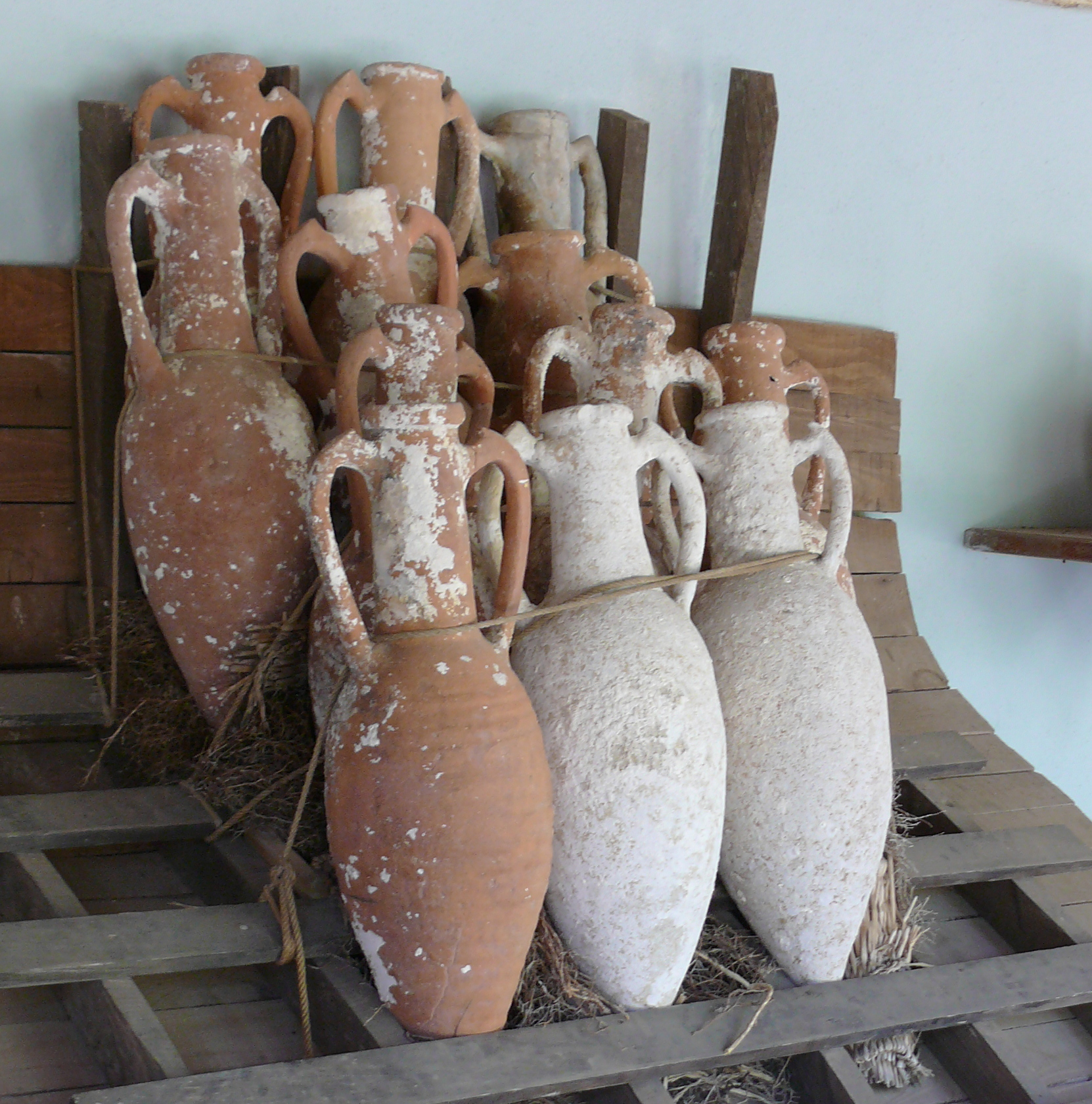

آمفورا (به یونانی: Αμφορέας) خمره سفالی، یا ساخته شده از فلزی مانند طلا و نقره می باشد که دارای دو دسته می‌باشد. در یونان باستان از این کوزه برای نگهداری شراب، روغن، غلات و نظایر آن استفاده می‌شد. سطح بیرونی این نوع کوزه را با الگوهای هندسی و شکل‌های متنوع می‌آراستند.

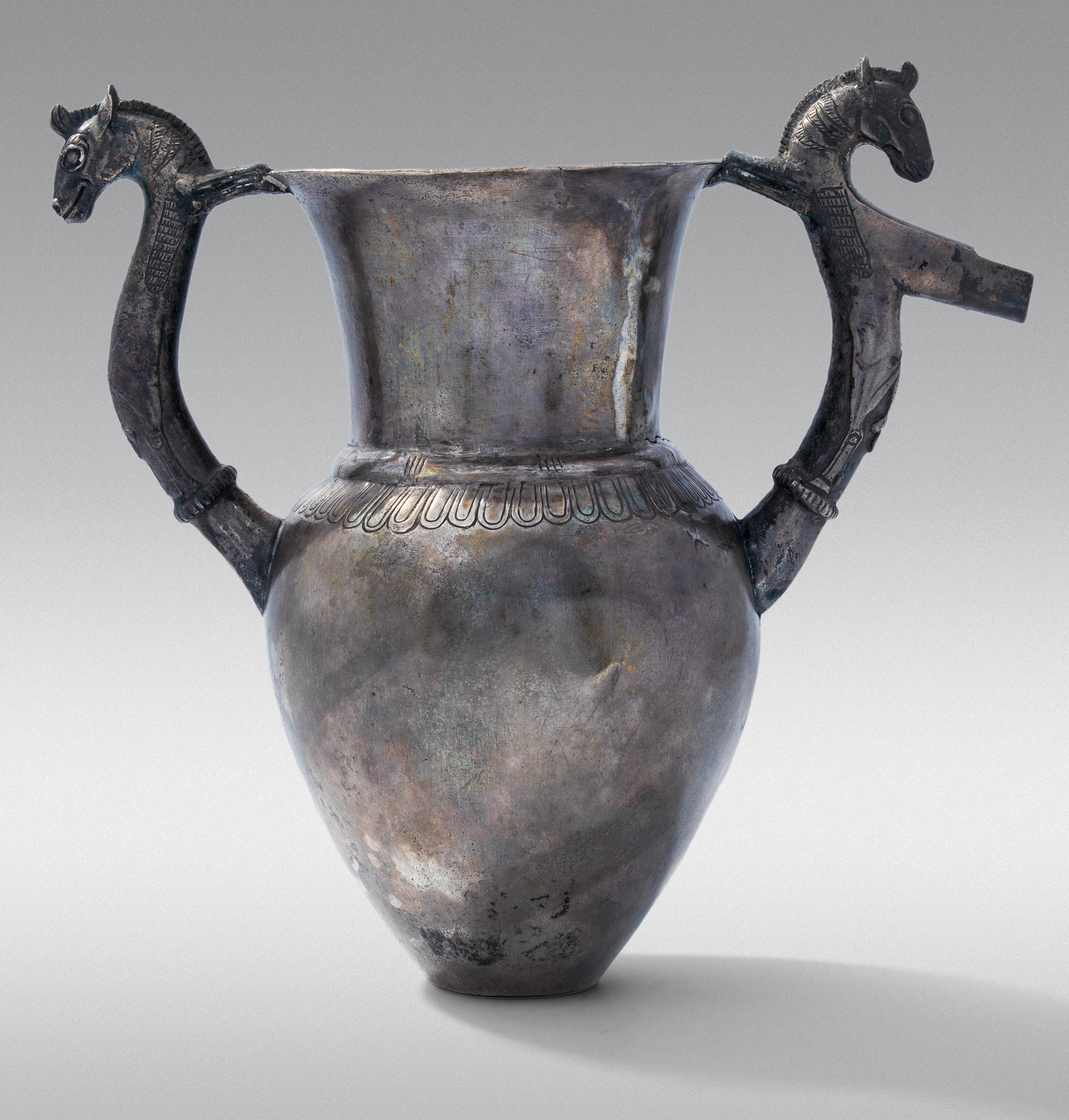
Silver amphora-rhyton with zoomorphic handles; circa 500 BC; Vassil Bojkov Collection (Sofia, Bulgaria)

آمفورا ظرفی بود که مکمل خمره‌های بزرگ‌تری به نام «پیتوس» محسوب می‌شد. پیتوس ظرفیت‌هایی بین نیم تا دو و نیم تن داشت، در حالی که آمفورا معمولاً کمتر از ۵۰ کیلوگرم را در خود جای می‌داد. شکل کلی این دو ظرف مشابه بود، اما تفاوت‌هایی نیز داشتند: آمفورا دو دسته بزرگ داشت که از شانهٔ بدنه تا گردن بلند آن کشیده می‌شد، در حالی که پیتوس دارای حلقه‌های کوچک برای بستن طناب بود. گردن پیتوس برای برداشتن با بیل یا سطل پهن بود، ولی گردن آمفورا باریک طراحی می‌شد تا هنگام ریختن محتوا، با گرفتن از پایین و دسته، به‌راحتی قابل استفاده باشد.
آمفوراها معمولاً ظرف‌هایی تزیینی بودند که بر سر میز غذا یا نزدیک آن قرار می‌گرفتند و با نقاشی‌های هنرمندانه آراسته می‌شدند. برای بستن درِ آن‌ها از مواد فسادپذیر استفاده می‌شد که به‌ندرت باقی مانده‌اند. دو نوع اصلی آمفورا وجود داشت: «آمفورای گردنی» که گردن و بدنه‌اش زاویه‌دار به‌هم می‌پیوستند، و «آمفورای یک‌تکه» که گردن و بدنه‌اش پیوستگی منحنی داشتند. نوع گردنی در یونان باستان رایج بود ولی از سدهٔ هفتم پیش از میلاد به بعد، نوع یک‌تکه جای آن را گرفت.
بسیاری از آمفوراها دارای ته نوک‌تیز بودند تا بتوان آن‌ها را در زمین نرم مانند شن فرو کرد و عمودی نگه داشت. این طراحی حمل‌ونقل دریایی را نیز آسان می‌کرد؛ آمفوراها به صورت ایستاده یا خوابیده در پنج ردیف در کشتی‌ها چیده می‌شدند. برای جلوگیری از حرکت در دریا، طناب از دسته‌ها عبور داده می‌شد و ممکن بود اطراف ظرف‌ها را با خزه یا نی پر کنند. این پایه همچنین باعث می‌شد ذرات ته‌نشین‌شونده، مانند در روغن زیتون یا شراب، در یک نقطه جمع شوند.
آمفوراها برای باستان‌شناسان دریایی اهمیت زیادی دارند، زیرا می‌توانند سن کشتی‌های غرق‌شده و منشأ جغرافیایی بار آن‌ها را نشان دهند. برخی از آمفوراها آن‌قدر سالم مانده‌اند که محتویات اصلی آن‌ها هنوز باقی‌ است و اطلاعات ارزشمندی دربارهٔ خوراکی‌ها و نظام‌های بازرگانی ارائه می‌دهد. از آنجا که این ظروف ارزان و فراوان بودند، پس از خالی شدن به‌ندرت به مبدأ بازمی‌گشتند و اغلب در مقصد شکسته می‌شدند. در رم، مکانی به نام تستاچو در نزدیکی رود تیبر، محل دفن تکه‌های شکستهٔ آمفوراها بوده که پس از آغشته شدن به آهک زنده، به تپه‌ای به نام مونته تستاچو با ارتفاع ۴۵ متر و محیط بیش از یک کیلومتر تبدیل شده‌است.